# Izzik a tavaszi délután
Az Izzik a tavaszi délután a magyar Bikini együttes 1992-ben megjelent nagylemeze. Ez volt a zenekar nyolcadik nagylemeze, az Ős-Bikini albumokat bele nem számítva a hatodik. Az utolsó olyan kiadványa volt a zenekarnak, amely még megjelent bakeliten is. 2000-ben a lemez újra kiadásra került az EMI gondozásában, az "...ez volt a XX." sorozat keretében, amelyet a borítón is feltüntettek.
A címadó dal egy Rolls Frakció-szám feldolgozása, de emellett találhatóak még más ilyen dalok is a lemezen ("Jólét", "Magyarország"). A "Magyarország" című dal záró szólóját Csillag Endre játszotta, aki később a zenekar tagja is lett.
Nem sokkal ennek megjelenése után a csapat úgy döntött, hogy különféle okokra hivatkozva feloszlik.

## Közreműködtek
- D. Nagy Lajos (ének, vokál)
- Daczi Zsolt (gitár)
- Németh Alajos (basszusgitár, billentyűs hangszerek, ének, vokál)
- Gallai Péter (billentyűs hangszerek, ének, vokál)
- Hirleman Bertalan (dob, billentyűs hangszerek)
- Csillag Endre (gitár)
- Hörcher László (borítóterv)

## Számok listája
| #  | LP # | Cím                     | Szerzők                                            | Hossz |
| -- | ---- | ----------------------- | -------------------------------------------------- | ----- |
| 1  | A1   | Bécsi kapu              | Hirleman Bertalan - Németh Alajos                  | 0:33  |
| 2  | A2   | Szőrös bunda            | Hirleman Bertalan - Németh Alajos                  | 3:54  |
| 3  | A3   | Jólét                   | Trunkos András - Boros Lajos - D. Nagy Lajos       | 3:00  |
| 4  | A4   | 1992                    | Daczi Zsolt - Németh Alajos                        | 3:45  |
| 5  | A5   | Magas láz               | Hirleman Bertalan - Németh Alajos                  | 2:38  |
| 6  | A6   | Magyarország            | Hirleman Bertalan - Németh Alajos - Trunkos András | 3:35  |
| 7  | B1   | Veri az élet            | Németh Alajos                                      | 3:22  |
| 8  | B2   | Jobb nélküled           | Gallai Péter - Fábri Péter                         | 2:57  |
| 9  | B3   | Izzik a tavaszi délután | Trunkos András - D. Nagy Lajos - Dévényi Ádám      | 3:01  |
| 10 | B4   | Viva Rock 'n Roll       | Hirleman Bertalan - Németh Alajos - D. Nagy Lajos  | 2:30  |
| 11 | B5   | Várom a holnapot        | Hirleman Bertalan - Németh Alajos - Angyal Tivadar | 4:08  |